# Planet Events
Planet Events es una promotora de conciertos y agencia de management. Es una de las compañías líderes en España en la contratación, producción y promoción de giras de artistas nacionales e internacionales y de grandes eventos musicales. Creada en 1999, ha alcanzado el top 50 mundial de su sector. Planet Events está participada por Live Nation, la compañía de entretenimiento en directo líder en el mundo y Prisa, el grupo de comunicación en español número uno del mundo, cuyos medios incluyen Los40 y El País, haciendo reafirmar su apuesta por la música tanto en los medios, como en la gestión de artistas y de conciertos en España, Latinoamérica y el resto del mundo.[cita requerida]

## Objetivos
Los objetivos de Planet Events son:
- Promover conciertos y giras nacionales e internacionales de artistas de la talla de: Maná, Maluma, Juanes, Alejandro Fernández, Luis Miguel, Carlos Rivera, Caetano Veloso, Ha*Ash, Orishas, Carlos Baute, Juan Luis Guerra, Silvestre Dangond o REIK entre otros.[cita requerida]

## Últimas producciones
- - Carlos Rivera - Guerra Tour, 2019
  - Carlos Baute - "De Amor y Dolor", 2019
  - Festival Noches del Botánico
  - Luis Miguel - "México por siempre", 2018
  - Alejandro Fernández - "Rompiendo Fronteras", 2018
  - Maluma - "F.A.M.E.", 2018
  - Maná Tour, 2018
  - Ha*Ash, "Gira 100 años contigo", 2018
  - Orishas